# Joël Stransky
Joël Theodore Stransky (Pietermaritzburg, 16 luglio 1967) è un ex rugbista a 15, imprenditore e dirigente d'azienda sudafricano, mediano d'apertura, campione del mondo nel 1995 con gli Springbok.

## Biografia
Stransky è nato a Pietermaritzburg (nella provincia dell'allora Natal) da genitori ebrei di origine polacca; trascorse l'infanzia a Città del Capo e, quando la famiglia tornò nel Natal, compì gli studi superiori dapprima al Rodenbosch College, dove giocò principalmente a cricket, e in seguito al Maritzburg College, dove apprese il rugby sotto la guida di James "Skonk" Nicholson, uno dei più noti allenatori di rugby giovanile del Paese.
Si scoprì mediano d'apertura a 16 anni quando, durante un incontro di allenamento, furono allestite due squadre tra gli studenti: quella in cui Stransky fu selezionato non aveva un calciatore.
Questi si offrì quindi volontario per calciare, e durante l'incontro riuscì a trovare la via dei pali da ogni posizione del campo; da quel giorno gli fu assegnato il ruolo d'apertura, che tenne per tutta la sua carriera.
Intrapresi all'Università gli studi di economia, entrò nel 1988 nei Natal Sharks, con cui nel 1990 vinse la Currie Cup con un personale di 195 punti in 14 incontri; l'anno seguente fu in Italia, a L’Aquila, dove rimase per un campionato prima di passare al San Donà per un'altra stagione.
Il 31 luglio 1993 esordì in Nazionale sudafricana in un test match vinto a Sydney contro l'Australia; nonostante la vittoria non registrò punti nel tabellino, i quali giunsero nell'incontro seguente, disputato 15 giorni più tardi a Brisbane sempre contro gli Wallabies, che vinsero 28-20: Stransky realizzò una meta, due trasformazioni e due calci piazzati per un totale di 15 punti.
Tornato in Sudafrica nel 1994 nelle file del Western Province (con cui giunse alla finale di Currie Cup 1995 persa proprio contro la sua ex squadra del Natal Sharks), fu tra i selezionati alla Coppa del Mondo di rugby 1995, che vide il ritorno del Sudafrica alle competizioni internazionali dopo la fine del bando internazionale dovuto al regime di apartheid lì vigente fino al 1994.
Nell'incontro di apertura della Coppa del Mondo, disputato a Città del Capo il 27 maggio 1995 e vinto 27-18 sull'Australia, Stransky fu il primo sudafricano della storia a realizzare un full house in un incontro internazionale: marcò infatti una meta, un calcio di trasformazione, quattro calci piazzati e un drop, per un totale di 22 punti; più rilevante ancora fu la sua performance nel corso della finale del torneo, disputata un mese più tardi all'Ellis Park di Johannesburg contro la Nuova Zelanda: in vantaggio 9-6 al primo tempo, con tre suoi calci piazzati contro i due del neozelandese Andrew Mehrtens (singolarmente, sudafricano di nascita anch'egli), gli Springbok si videro raggiunti nella ripresa con un piazzato, ancora di Mehrtens; furono quindi necessari i tempi supplementari, il primo dei quali si chiuse sul 12 pari (ancora Stransky e Mehrtens); nel secondo tempo Stransky azzeccò un drop che portò il risultato finale sul 15-12 e diede al Sudafrica la Coppa del Mondo (a distanza di quasi 15 anni Stransky lo definì «quel calcio che cambiò la mia vita»).
Stransky fu anche presente al Tri Nations 1996, l'unica edizione di tale torneo da lui disputato; terminò la carriera internazionale, infatti, il 31 agosto di quell'anno, contro la Nuova Zelanda a Johannesburg; singolarmente, anche in tale incontro, come in quello d'esordio, pur vinto, non realizzò alcun punto.
Furono in totale 22 i test match con il Sudafrica, con 240 punti totali (6 mete, 30 trasformazioni, 47 calci piazzati e 3 drop).
Il 1996 fu anche l'anno in cui disputò la sua unica stagione di Super Rugby, nelle file degli Stormers, franchigia della Provincia del Capo Occidentale cui afferisce il Western Province; nel 1997 si trasferì in Europa per militare in Premiership nelle file del Leicester: l'occasione del contatto fu il match che i Barbarians, in cui lo stesso Stransky fu invitato a giocare, disputarono a Twickenham contro l'Australia per il saluto a David Campese che terminava l'attività internazionale.
Con il Leicester vinse il titolo di campione inglese nel 1999, la sua ultima stagione agonistica.
In vista della Coppa del Mondo di rugby 1999, che fu organizzata dal Galles e si tenne in varie sedi del Regno Unito, la Federazione inglese considerò l'ipotesi di schierare Stransky per i propri colori, in quanto si era appreso che un suo nonno proveniva dalla Gran Bretagna; quando fu chiaro che invece si trattava di un bisnonno il progetto decadde; a fine stagione Stransky si ritirò.
Tornato in Sudafrica divenne imprenditore e fondò un'azienda di recupero veicoli rubati, oggi inglobata nel gruppo sudafricano Altec Netstar, del quale è direttore generale; nel 2000, mentre ancora svolgeva attività di tecnico part-time per il Leicester, fu contattato verbalmente dal manager del Bristol Bob Dwyer e gli fu offerto un contratto da allenatore, che Stransky accettò sulla parola fidandosi: ma il club rifiutò di mettere sotto contratto l'ex giocatore, che nel frattempo si era dimesso dal Leicester e stava pianificando il trasferimento a Bristol; Stransky portò quindi il tribunale per vedersi risarciti i danni materiali, ma il club si difese sostenendo che Dwyer avesse parlato a titolo personale e avesse fuorviato Stransky; Dwyer confermò altresì di avere agito su mandato del club e l'Alta Corte di Londra condannò il Bristol a pagare un indennizzo di circa 150.000 sterline come risarcimento danni e di altre 200.000 per i costi sostenuti durante il procedimento legale.
Nonostante la carriera imprenditoriale Stransky ha ammesso di essere ancora attratto dall'attività di allenatore, citando quale una tra le più grandi soddisfazioni della sua vita quella di aver visto una squadra di Under-13 da lui allenata in Sudafrica realizzare una meta secondo uno schema che aveva poco prima insegnato ai ragazzi.

## Cultura di massa
Nel film Invictus, diretto da Clint Eastwood, che narra del processo di riappacificazione nel Sudafrica post-apartheid che trova il suo culmine proprio nella vittoria degli Springbok alla Coppa del Mondo di rugby 1995, alcuni giocatori della Nazionale sono divenuti personaggi del film: tra di essi il capitano François Pienaar, interpretato da Matt Damon, e lo stesso Stransky, sullo schermo interpretato da Scott Eastwood, figlio del regista.

### Opere sul soggetto
- John Carlin, Ama il tuo nemico. Nelson Mandela e la partita di rugby che ha fatto nascere una nazione, Milano, Sperling & Kupfer, 2009  [2008], ISBN 88-200-4660-1.

### Film sul soggetto
- Invictus - L'invincibile (Invictus, 2009), regia di Clint Eastwood

## Palmarès
- Coppe del mondo: 1
Sudafrica: 1995
- Currie Cup: 1
Natal Sharks: 1990
- Premiership: 1
Leicester: 1998-99